# Arbeitnehmerfreizügigkeit
Die Arbeitnehmerfreizügigkeit ist ein Kernbestandteil des für alle EU-Mitgliedstaaten verbindlich geltenden Unionsrechts. Sie stellt gemeinsam mit der Niederlassungsfreiheit eine besondere Form der Personenfreizügigkeit dar. Jeder Unionsbürger hat hiernach die Möglichkeit, ungeachtet seines Wohnortes in jedem Mitgliedstaat, dessen Staatsangehörigkeit er nicht besitzt, unter den gleichen Voraussetzungen eine Beschäftigung aufzunehmen und auszuüben wie ein Angehöriger dieses Staates. Freizügigkeit ist also gegeben, wenn es keine auf der Nationalität beruhende unterschiedliche Behandlung der Arbeitnehmer der Mitgliedstaaten in Bezug auf den Zugang zur Beschäftigung, die Beschäftigung, die Entlohnung und die sonstigen Arbeitsbedingungen gibt.

## Rechtsgrundlage
Rechtsgrundlage der Arbeitnehmerfreizügigkeit ist Art. 45 des Vertrags über die Arbeitsweise der Europäischen Union (AEUV). Die Freizügigkeit ist außerdem als Grundrecht in Artikel 15 Absatz 2 der Charta der Grundrechte der Europäischen Union garantiert.
Zur Verwirklichung der Freizügigkeit hat der Rat der Europäischen Union die Verordnung (EWG) Nr. 1612/68, seit 2011 ersetzt durch die Verordnung (EU) Nr. 492/2011 vom 5. April 2011, und Verordnung (EWG) Nr. 1408/71, seit 2010 ersetzt durch Verordnung (EG) Nr. 883/2004, erlassen.

## Anwendungsbereich
Berechtigt sind die Staatsangehörigen der Mitgliedstaaten (Unionsbürger). Drittstaatsangehörige können durch Abkommen ähnlich geschützt sein oder als Familienangehörige ihre Rechte von Bürgern der Union ableiten. Auf die Arbeitnehmerfreizügigkeit kann sich auch ein Arbeitgeber berufen, der im Mitgliedstaat seiner Niederlassung Angehörige eines anderen Mitgliedstaats als Arbeitnehmer beschäftigen will.
Der Begriff des Arbeitnehmers im Sinne der Arbeitnehmerfreizügigkeit ist weit auszulegen. Erfasst sind alle Personen, die im Wirtschaftsleben während einer bestimmten Zeit, weisungsgebunden Leistungen für einen anderen erbringen und als Gegenleistung (Synallagma) eine Vergütung erhalten. Studenten werden jedoch nicht als Arbeitnehmer anerkannt.
Die Arbeitnehmerfreizügigkeit gilt nicht für Beschäftigungen in der öffentlichen Verwaltung. Die öffentliche Verwaltung ist eng zu interpretieren und umfasst nur Kernbereiche hoheitlicher Tätigkeit. Sollte der Staat sich entschließen, doch Unionsbürger in der öffentlichen Verwaltung einzustellen, dann dürfen diese nicht schlechter behandelt werden als die eigenen Staatsangehörigen.

## Gewährleistungsinhalt
Die Arbeitnehmerfreizügigkeit gewährleistet den freien Zugang zu einer Beschäftigung. Sie ist unmittelbar anwendbar. Voraussetzung ist jedoch ein grenzüberschreitendes Element. Ein Arbeitnehmer muss
- sich um tatsächlich angebotene Stellen bewerben dürfen;
- sich zu diesem Zweck im Hoheitsgebiet der Mitgliedstaaten frei bewegen dürfen;
- sich in einem Mitgliedstaat aufhalten und dort nach den für die Arbeitnehmer dieses Staates geltenden Rechts- und Verwaltungsvorschriften eine Beschäftigung ausüben dürfen;
- nach Beendigung einer Beschäftigung im Hoheitsgebiet eines Mitgliedstaats verbleiben dürfen.

Weder durch Maßnahmen des fremden Mitgliedstaates noch des Heimatstaates darf eine grenzüberschreitende Betätigung behindert werden. Verboten sind nicht nur offene Diskriminierungen aufgrund der Staatsangehörigkeit, sondern auch alle verschleierten Formen von Diskriminierung, die bei Anwendung anderer Unterscheidungsmerkmale tatsächlich zu demselben Ergebnis führen.
Als immanente Schranken des Tatbestands bei Beschränkungen gelten nur Maßnahmen, die den Zugang zum Beruf behindern. Vorschriften, die den rechtlichen Rahmen für die Ausübung der Tätigkeit im Aufnahmemitgliedstaat festlegen, sind nicht am Beschränkungsverbot zu messen (Parallele zur Keck-Rechtsprechung bei der Warenverkehrsfreiheit).

## Normadressaten
Sowohl die Mitgliedstaaten der Union als auch Private sind als Normadressaten anzusehen. Das Diskriminierungsverbot gilt also nicht nur für staatliches Gesetzgebung- oder Verwaltungshandeln, sondern auch für Maßnahmen nicht staatlicher Stellen und Privatpersonen, wenn die Maßnahmen eine kollektive Regelung im Arbeits- und Dienstleistungsbereich enthalten. Bei den Privaten unterscheidet man zwischen einer
- kollektiven Regelung durch Verbände (Bosman-Entscheidung (C-415/93)) sog. intermediäre Gewalten:
  - - bei diskriminierenden und beschränkenden Regelungen; kollektive Regelungen können tendenziell die gleiche, einen Markt für Dritte verschließende Wirkung entfalten wie staatliche Maßnahmen; Grundsatz der einheitlichen Anwendbarkeit des Unionsrechts wäre verletzt, wenn die gleichen Vorschriften in den Mitgliedstaaten unterschiedlich geprüft werden, je nachdem, ob sie staatlichen oder privaten Ursprungs sind und

- einer privaten Regelung (Angonese-Urteil (C-281/98)):
  - - bei diskriminierenden Regelungen (z. B. Nachweis über Sprachkenntnisse); Begründung des EuGH: Wortlaut des Art. 39; Gleichlauf mit Art. 12 EG und Art. 141 EG; „Effet utile“ und einheitliche Anwendbarkeit der Unionsrechts;

Eine Ablehnung dieser Auffassung wird in der entsprechenden Literatur damit begründet, dass die Grundfreiheiten sich an die Mitgliedstaaten richten; Rechtfertigungsgründe sind auf Hoheitsträger zugeschnitten und passen nicht auf Private (s. u.); Ziel lässt sich auch über mittelbare Drittwirkung der Grundfreiheiten erreichen (denn aus Art. 10 EG folgt eine Schutzpflicht des Staates, d. h. der Staat ist verpflichtet, sein Privatrecht so auszugestalten, dass Beschränkungen von Grundfreiheiten nicht mehr möglich sind).

## Rechtfertigung von Eingriffen
Eingriffe sind dann zu rechtfertigen, wenn:
- kodifizierte Rechtfertigungsgründe nach Art. 45 Abs. 3 vorliegen, die Beschränkungen aus Gründen der öffentlichen Ordnung und der Sicherheit oder Gesundheit betreffen. Die Vorschrift ist eng auszulegen.
- Rechtfertigung aus zwingenden Gründen des Allgemeininteresses bei beschränkenden Regelungen (Parallele zur Cassis de Dijon-Rechtsprechung bei der Warenverkehrsfreiheit); umstritten ist, ob auch diskriminierende Maßnahmen aus solchen Gründen gerechtfertigt werden können (überwiegende Meinung: auch mittelbare Diskriminierungen, weil legitime Ziele der Grund sein können).

Diese Rechtfertigungsgründe sind auf Hoheitsträger zugeschnitten und passen deshalb nicht auf Private; privates Handeln dient der Verwirklichung von Individualinteressen, die typischerweise wirtschaftlich geprägt sind; rechtfertigen lässt sich ein Eingriff jedoch nur aus im Allgemeininteresse liegenden Gründen nichtwirtschaftlicher Art. Fraglich ist, ob hinter dem Privatinteresse auch ein Allgemeininteresse stehen muss.
Schranken der Rechtfertigung als sog. „Schranken-Schranken“-Theorie:
- Es gilt stets der Grundsatz der Verhältnismäßigkeit. Die Maßnahme muss geeignet, erforderlich (Frage nach einem milderen Mittel) und zumutbar sein.
- Auch die Bindung an die wegen Artikel 6 EUV verbindlichen Unionsgrundrechte muss gewährleistet sein. Schon vor der Einführung der Rechtsverbindlichkeit der Grundrechte sah der EuGH in ständiger Rechtsprechung die Mitgliedstaaten an die Unionsgrundrechte gebunden, wenn sie im Anwendungsbereich des Unionsrechts tätig sind, u. a. sich auf Ausnahmebestimmungen zu den Grundfreiheiten berufen (umstritten); diese weite Anwendung wird durch Art. 51 Abs. 1 der Grundrechtecharta eingeschränkt. Die Mitgliedstaaten sind nur noch bei Durchführung des Unionsrecht an die Unionsgrundrechte gebunden.
- Die Bindung an das EU-Recht muss gewährleistet sein, denn in ständiger Rechtsprechung sieht der EuGH die Mitgliedstaaten an die EU-Rechte gebunden. Eine weite Anwendung wird durch Art. 51 Abs. 1 der Grundrechtecharta eingeschränkt, indem die Mitgliedstaaten nur noch bei Durchführung des EU-Rechts gebunden sind.

## Einschränkungen: Die Arbeitnehmerfreizügigkeit nach der EU-Osterweiterung 2004
Für Angehörige der neuen Mitgliedsstaaten der EU-Erweiterung 2004 wurde mit Ausnahme von Malta und Zypern die Möglichkeit der Einschränkung dieses EU-Rechts beschlossen. Die Beschränkungen galten demnach für Polen, Tschechien, Ungarn, die Slowakei, Slowenien, Estland, Lettland und Litauen. Für diese Staaten galt die sogenannte 2-3-2-Jahresformel, wonach eine siebenjährige Übergangszeit möglich war. Diese Formel besagt, dass die „alten“ Mitgliedsstaaten, die die Möglichkeit zur Abschottung ihrer Arbeitsmärkte in Anspruch genommen hatten, 2006 der EU-Kommission mitteilen mussten, ob sie diese Politik weiterverfolgen wollten. War dem so, so konnte der Zugang zum Arbeitsmarkt für weitere drei Jahre beschränkt werden. Im Falle einer schwerwiegenden Störung auf dem Arbeitsmarkt war es möglich, wie es beispielsweise Deutschland tat, den Zugang zum Arbeitsmarkt nochmals für zwei weitere Jahre einzuschränken.
Diese Formel konnte in der gleichen Form auf Rumänien sowie Bulgarien, die am 1. Januar 2007 der EU beitraten, angewendet werden. Im Extremfall blieb Arbeitnehmern aus diesen Staaten also bis zum 31. Dezember 2013 der Zugang zu den Arbeitsmärkten bestimmter Staaten verwehrt.
Großbritannien, Irland und Schweden waren die einzigen EU-15 Staaten, die vom 1. Mai 2004 an ihre Arbeitsmärkte komplett öffneten. 2006 folgten Spanien, Portugal, Finnland sowie Griechenland. Die Beschränkungen der Arbeitnehmerfreizügigkeit waren größtenteils nicht reziprok, d. h., dass die betroffenen mittel- und osteuropäischen Staaten ihrerseits den Zugang zu ihren Arbeitsmärkten für Angehörige der EU-15 nicht beschränkten. Ausnahmen hiervon waren nur Ungarn, Polen und Slowenien, welche die Arbeitnehmerfreizügigkeit für Angehörige der EU-15 (ohne Großbritannien, Irland und Schweden) im gleichen Maße wie diese beschränkten.
Diese Regelung gilt für alle Branchen in Deutschland und Österreich. Dänemark hat ein vereinfachtes Zulassungsverfahren für den gesamten Arbeitsmarkt, wobei Belgien, Frankreich, die Niederlande und Luxemburg für Mangelberufe eine Ausnahme zulassen. Die belgischen Regionen haben jeweils eine Liste mit Berufen erstellt, in denen nicht genug belgische bzw. EU-15-Arbeitskräfte zur Verfügung stehen. In diesen Berufen können seit dem 1. Juni 2006 beispielsweise polnische Arbeitnehmer nach einem beschleunigten Zulassungsverfahren eingestellt werden. In den restlichen Mitgliedsstaaten der Union gelten keine Einschränkungen.
Bei der Erweiterung um die Staaten Bulgarien und Rumänien zum 1. Januar 2007 erhielten die Bürger dieser Staaten zum 1. Januar 2014 die volle Freizügigkeit. Zum 1. Mai 2011 wurden die letzten Beschränkungen für Arbeitnehmer aus acht mittel- und osteuropäischen EU-Beitrittsländern aufgehoben.
Gegenüber Staatsangehörigen des 28. und bislang jüngsten (Stand: 2025) EU-Mitglieds Kroatien schränkte Deutschland die Arbeitnehmerfreizügigkeit (und die Dienstleistungsfreiheit) für zwei Jahre bis Ende Juni 2015 ein.

## Die Arbeitnehmerfreizügigkeit in Deutschland
Deutschland gehörte zu den EU-15-Staaten, die ihren Arbeitsmarkt mit am stärksten abschotteten. Das Thema wurde im Vorfeld der EU-Erweiterung 2004 kontrovers diskutiert, wobei die Angst geäußert wurde, dass der deutsche Arbeitsmarkt einem „Ansturm“ nicht gewachsen sein könnte und es zu erhöhter Arbeitslosigkeit unter der heimischen Bevölkerung kommen könnte. Deutschland beschränkte demnach im Rahmen der 2-3-2-Formel den Zugang zu seinem Arbeitsmarkt und gehörte zusammen mit Österreich zu den beiden Ländern, für die die vollständige Freizügigkeit erst ab dem 1. Mai 2011 galt. Für Arbeitnehmer aus Rumänien und aus Bulgarien ist der Arbeitsmarkt in Deutschland und in Österreich erst seit dem 1. Januar 2014 vollständig geöffnet. In Deutschland war nach der vollständigen Öffnung eine kräftig gestiegene Zuwanderung aus Rumänien und Bulgarien zu verzeichnen. Es kamen und kommen aber viele Menschen mit geringer Qualifikation sowie wenig Sprachkenntnissen. Das hat die sozialen Probleme in Städten wie Gelsenkirchen, Duisburg oder Dortmund verschärft, da hier bereits seit Jahren die Arbeitslosenquote überdurchschnittlich hoch ist. So zogen z. B. die rechtsextreme und neonazistische Partei Die Rechte bei der Kommunalwahl am 25. Mai 2014 mit einem Sitz im Dortmunder Stadtrat ein sowie die Pro-Bewegung in Köln und anderen Städten.

## Die Arbeitnehmerfreizügigkeit und der Brexit
Die Arbeitnehmerfreizügigkeit nach der EU-Osterweiterung 2004 war einer der wichtigsten Gründe für die Zustimmung zum Austritt aus der EU. Da das Vereinigte Königreich bereits am 1. Mai 2004 den Arbeitsmarkt komplett öffnete, kamen viele Osteuropäer auf die Insel. Sie übernahmen u. a. in der Landwirtschaft viele Arbeiten so auch in Bosten in der englischen Grafschaft Lincolnshire, hier stimmten am 23. Juni 2016 beim britischen EU-Referendum 75,6 % für den Austritt aus der EU – der landesweite Spitzenwert.  Im Baugewerbe führte dies zu einem Verdrängungswettbewerb zur einheimischen Arbeitnehmerschaft auch im boomenden London. So stimmten z. B. eine Mehrheit im Londoner East End für den Brexit.